# Hermonassa griseosignata
Hermonassa griseosignata är en fjärilsart som beskrevs av Chen 1983. Hermonassa griseosignata ingår i släktet Hermonassa och familjen nattflyn. Inga underarter finns listade i Catalogue of Life.